# Wolfgang Hanefeld
Wolfgang Hanefeld (* 23. August 1941 in Hamburg; † 24. August 2024) war ein deutscher Chemiker (Pharmazeutische Chemie) und Hochschullehrer.

## Leben
Wolfgang Hanefeld studierte an der Universität Hamburg. Er wurde dort 1971 bei Norbert Kreutzkamp mit einer Arbeit Zur Kenntnis von Umsetzungen ungesättigter phosphororganischer Verbindungen promoviert und habilitierte sich 1976 ebenfalls dort mit Untersuchungen an Tetrahydro-1,3-thiazinen unter besonderer Berücksichtigung der fungitoxischen Eigenschaften. Anschließend lehrte er zunächst als Privatdozent. Hanefeld folgte 1982 einem Ruf an die Universität Marburg, wo er bis 2006 einen Lehrstuhl für pharmazeutische Chemie innehatte.
Schwerpunkte seiner Arbeit waren beispielsweise Synthese und Eigenschaften von organischen Schwefelverbindungen und heterocyclischen Verbindungen. Eine Publikationsliste ist online verfügbar.
Wolfgang Hanefeld verstarb einen Tag nach Vollendung seines 83. Lebensjahres.